# 徐靖恩
徐靖恩（2006年12月26日—），中華民國（台灣）新北市人，台灣棋院職業六段圍棋棋士。

## 生平
2006年出生於新北市，2013年（6歲）開始學棋，啟蒙恩師為張栩父親 張遠錫老師。
2014年 5月～2016年7月，經張老師介紹進入聖賢棋院跟著林聖賢八段學習。
2015年 5月～2016年6月，適逢旅日棋士張栩老師偕妻女回台暫居，有幸得以接受張栩老師以及小林泉美老師指導。
2014年11月～2016年8月，另外亦請楊志德老師特別指導。
2016年 8月進入海峰圍棋道場訓練，接受周俊勳、夏大銘、劉耀文、黃祥任老師等諸位職棋老師指導，2017年9月正式拜周俊勳老師為師迄今。

## 升段紀錄
- 2019年 1月 1日 初入段（院生組第1名）
- 2019年10月 9日 晉升職業二段
- 2020年 6月15日 晉升職業三段
- 2021年 9月28日 晉升職業四段
- 2023年 1月 9日 晉升職業五段
- 2024年 1月15日 晉升職業六段

## 主要戰績
- 2014年 103年臺北市青年盃圍棋錦標賽 冠軍
- 2017年
  - 第12屆榮三盃 小學組 棋王 [2]
  - 第34屆世界青少年圍棋錦標賽 少年組 亞軍
- 2018年
  - 第12屆南山盃圍棋公開賽 冠軍
  - 2018大陸業餘賽台北代表權 亞軍
  - 第35屆世界青少年圍棋錦標賽 青年組 殿軍
  - 2018ＴＯＴＯカップジュニア圍棋國際大會  冠軍 [3]
  - 第五屆大成盃 季軍
  - 106學年度各級學校圍棋運動錦標賽-國小男子個人組 冠軍
- 2019年 （進入職業）
  - 第24屆LG盃朝鮮日報棋王戰預選賽 進入決賽[4]
  - 107學年度各級學校圍棋運動錦標賽-國小男子個人組 冠軍
- 2020年 108學年度各級學校圍棋運動錦標賽-國中男子個人組 冠軍
- 2021年 109學年度各級學校圍棋運動錦標賽-國中男子個人組 冠軍
- 2023年 111學年度各級學校圍棋運動錦標賽-高中男子個人組 冠軍
- 2023年 第15屆海峰盃職業圍棋賽亞軍
- 2023年新人王賽冠軍
- 2023年第四屆聯電盃職業圍棋賽亞軍
- 2023年第四屆快棋爭霸戰冠軍
- 2024年第16屆海峰盃職業圍棋賽 亞軍
- 2024年第5屆快棋爭霸戰 亞軍
- 2024年新人王賽 亞軍
- 112學年各級學校圍棋運動錦標賽-高中男子個人組 冠軍 二連霸

## 外部連結
- 台灣棋院 徐靖恩 （页面存档备份，存于） （繁體中文）
- 海峰棋院 徐靖恩 （页面存档备份，存于） （繁體中文）
- 赴日奪冠 12歲徐靖恩變職業棋士 （页面存档备份，存于）（繁體中文）